# Elizabeth Clinton
Elizabeth Clinton, eller Fienne de Clinton, född 1527, död i mars 1589, kallad "The Fair Geraldine", var en engelsk hovfunktionär. Hon var hovdam hos drottning Elisabet I av England 1559-1589. Hon är känd förebilden till sonetten The Geraldine av Henry Howard, earl av Surrey.
Hon var dotter till Gerald FitzGerald, 9th Earl of Kildare och Elizabeth Grey, Countess of Kildare. Hennes mor var barnbarn till drottning Elisabet Woodville och kusin till Henrik VIII. När hennes far avled placerades hon i prinsessornas hushåll och växte upp som fostersyster och lekkamrat till den blivande drottning Elisabet. 1539 blev hon formellt en av Elisabets allra första hovdamer. Hon gifte sig 1540 med Sir Anthony Browne, och 1552 med Edward Clinton, 1st Earl of Lincoln. 
Elizabeth Clinton var drottning Elisabets barndomskamrat och vänskapen bestod in i vuxen ålder. Vid Elisabets tronbestigning utnämndes hon till en av hennes hovdamer. Under år 1561 rapporterade det spanska sändebudet att Clinton hjälpte drottningen att träffa sin favorit Robert Dudley hemma hos honom, och även hemma hos Clinton, på supé, inofficiellt. 1571 bad drottningen henne om råd huruvida hon borde gifta sig med Henrik III av Frankrike, och hon svarade då att monarken inte borde vara orolig över att hennes gemål skulle vara yngre eftersom drottningen hade större utsikter att behaga honom än någon annan furste. Clinton var monarkens personliga vän och hennes inflytande var vida bekant, vilket gjorde henne till en viktig person vid det elisabetanska hovet, där hon konstant belägrades av petitionärer som bad henne tala med drottningen för deras räkning. Elisabet uppges ha varit förkrossad vid hennes död, och arrangerade en nästan kunglig begravning i Windsor.